# Порнография
Порнография е изобразяването чрез една или друга технология на обекти от сексуално естество с цел полова възбуда. Понятието е различно от еротиката, въпреки че често са взаимозаменяеми. Порнографията се смята за неморална в много религии, в това число (и не само) в християнството, юдаизма и исляма. 
По принцип еротиката съдържа артистичност, сетивност или скрита сексуалност, докато порнографията има за цел да покаже ясно формулиран полов акт. Границата между „еротика“ и „порнография“ често е твърде субективна, като първият термин е използван в много по-положителен смисъл, докато „порнография“ има по-скоро негативно значение.
Порнографията може да бъде под формата на всички видове изкуство – писмен и устен текст, снимки, скулптура, рисуване, движещи се изображения (включително анимация). Може да се използва реквизит (напр. животни, играчки и др.). Тежко дишане и сексуални звуци са често използвани чрез говорители с цел възбуда на зрителя.
Порнографски филми изобразяват секс – съчетават движещи се изображения, еротичен говор и/или еротични звуци, докато списанията съчетават снимки и текст. Новелите и разказите включват текст с подробни описания на традиционен и необичаен секс, понякога с илюстрации. Изпълнение на живо също може да бъде наречено порнографско.
Терминът „порнографски“ понякога е използван със значение, че нещо, което би трябвало да бъде дискретно, тайно или лично е откровено и неприлично изнасяно пред очите на обществото в разрез със социалните норми. С промените в Наказателния кодекс от 26 април 2007 г. в България се забранява създаването и разпространението на порнографски материали, включително и по Интернет.
Противниците на порнографията са два вида: консервативни граждани, които се боят, че порнографията разлага обществения морал и някои феминистки като Андрея Дуоркин, които виждат в порнографията механизъм за поддържане на съществуването на мъжкото господство и патриархата.

## В България
Порнографията е забранена на територията на България. Законодателството има изричната разпоредба в Наказателния кодекс, която гласи: чл. 159, престъпление извършва всеки - без изключения, който създава, излага, представя, излъчва, предлага, продава, дава под наем или по друг начин разпространява порнографски материал.

## Терминология
Първото значение на порнография било „писане за проститутки“, класическите гръцки корени πόρνη и γρφειν. Πόρνη е евфемизъм и буквално означава „нещо продадено“. Свързан е с гръцкия глагол περνημι, който означава „аз продавам“. Той произхожда от гръцки термин за мъже, които записвали в хрониките добре познатите πόρναι или опитните проститутки на Древна Гърция.

## Фактори за популяризирането на порнографията
Основен благоприятстващ фактор за развитието и популяризирането на порнографията в световен мащаб е глобалната мрежа интернет. Статистическите изследвания сочат, че порнографските уебсайтове са 4,2 милиона, което е 12 процента от всички съществуващи уебсайтове. Всеки ден се теглят от интернет около 1,5 билиона материали с порнографско съдържание, което е 35 процента от общо регистрираните тегления. Продажбите на материали с порнографско съдържание в интернет възлизат на 4,9 милиарда щатски долара годишно. 40 милиона от жителите на САЩ са отчетени като редовни посетители на порнографски сайтове, от които 72 процента са мъже и 28 процента – жени.